# メトコヴェツ
座標: 北緯43度38分 東経23度11分 / 北緯43.633度 東経23.183度

メトコヴェツ
Медковецメトコヴェツ ブルガリア内のメトコヴェツの位置

メトコヴェツ（ブルガリア語:Медковец / Medkovets、IPA:/mɛt.ˈko.vɛʦ/）はブルガリア北西部の町、およびそれを中心とした基礎自治体。モンタナ州に属する。
メトコヴェツはモンタナ州の北東部に位置している。メトコヴェツ周辺には先史時代から人の居住があったことが、考古学的証拠によって知られている。メトコヴェツの村そのものは18世紀前半までには形作られていた。メトコヴェツの名前は民間語源によると、蜜を意味する「мед / med」に由来するものといわれている。1830年代には、メトコヴェツは支配者であるオスマン帝国との組織的な闘争に関わるようになった。村で最初の学校は修道院学校であり、1821年に開校した。世俗的な学校は1845年、イヴァン・クリン（Иван Кулин / Ivan Kulin）が領主であった時代に開校した。聖パラスケヴィ聖堂は1859年に建造され、そのイコノスタシスはヴァルダル・マケドニア出身のブルガリア人の職人フィリポヴィ（Филипови / Filipovi）によって彫られたものである。
著名な出身者には、1923年の9月蜂起に加わった共産主義革命家のアンドレイ・イヴァノフ（Андрей Иванов / Andrey Ivanov）がいる。イヴァノフの功績は、ゲオ・ミレフ（Гео Милев / Geo Milev）の詩「Септември / Septemvri」でも触れられている。

## Gallery

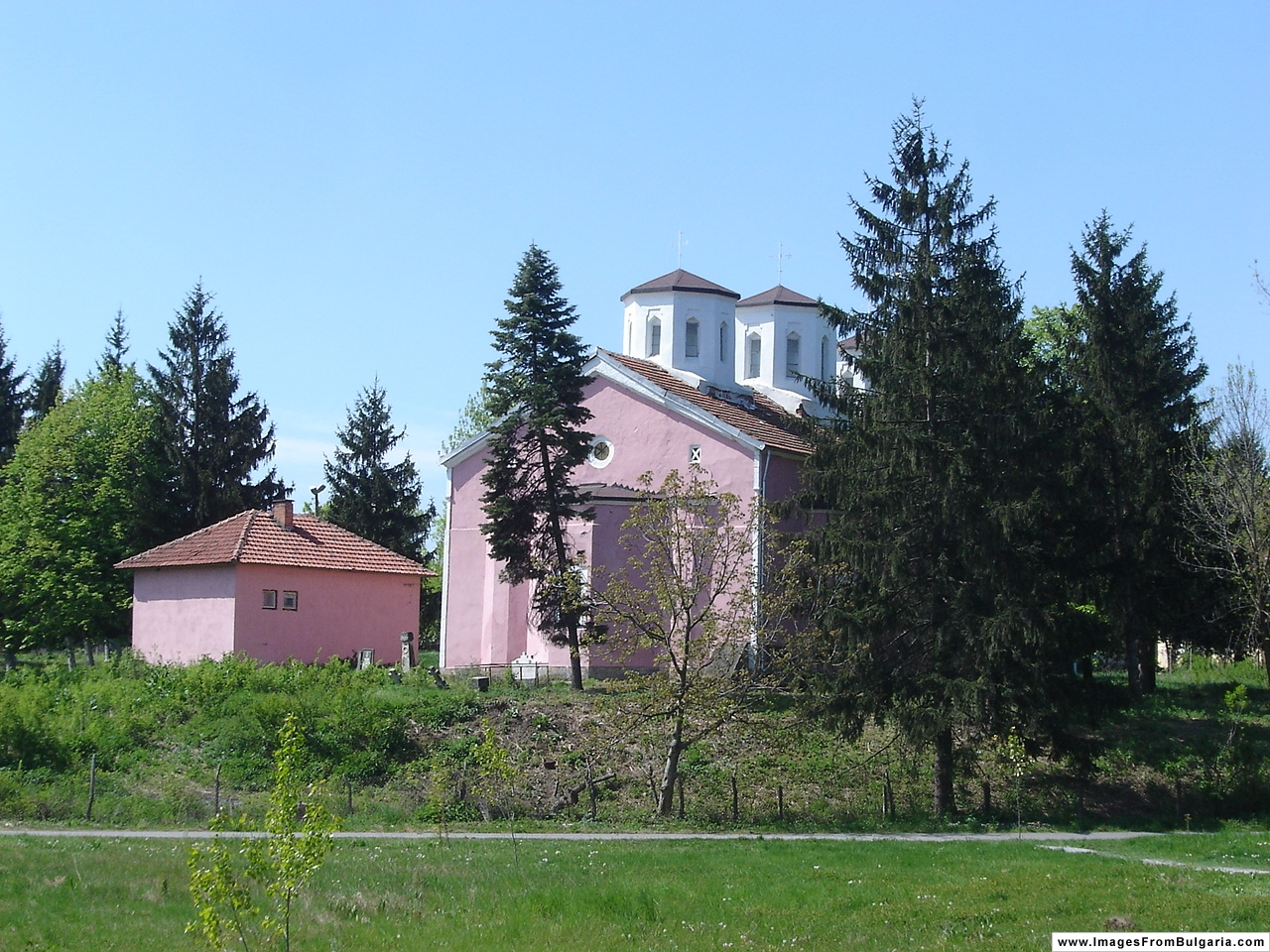
聖堂
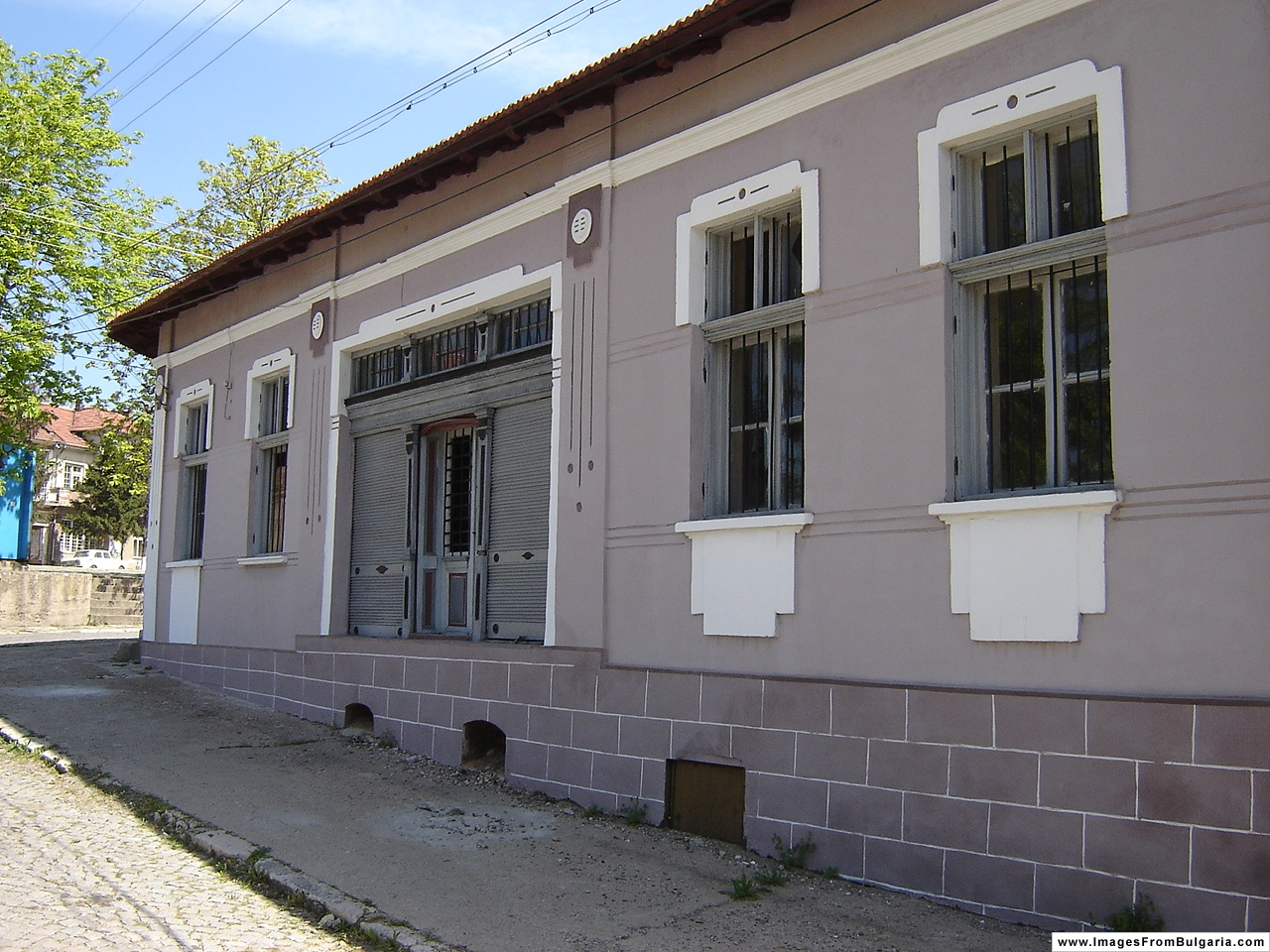
家屋
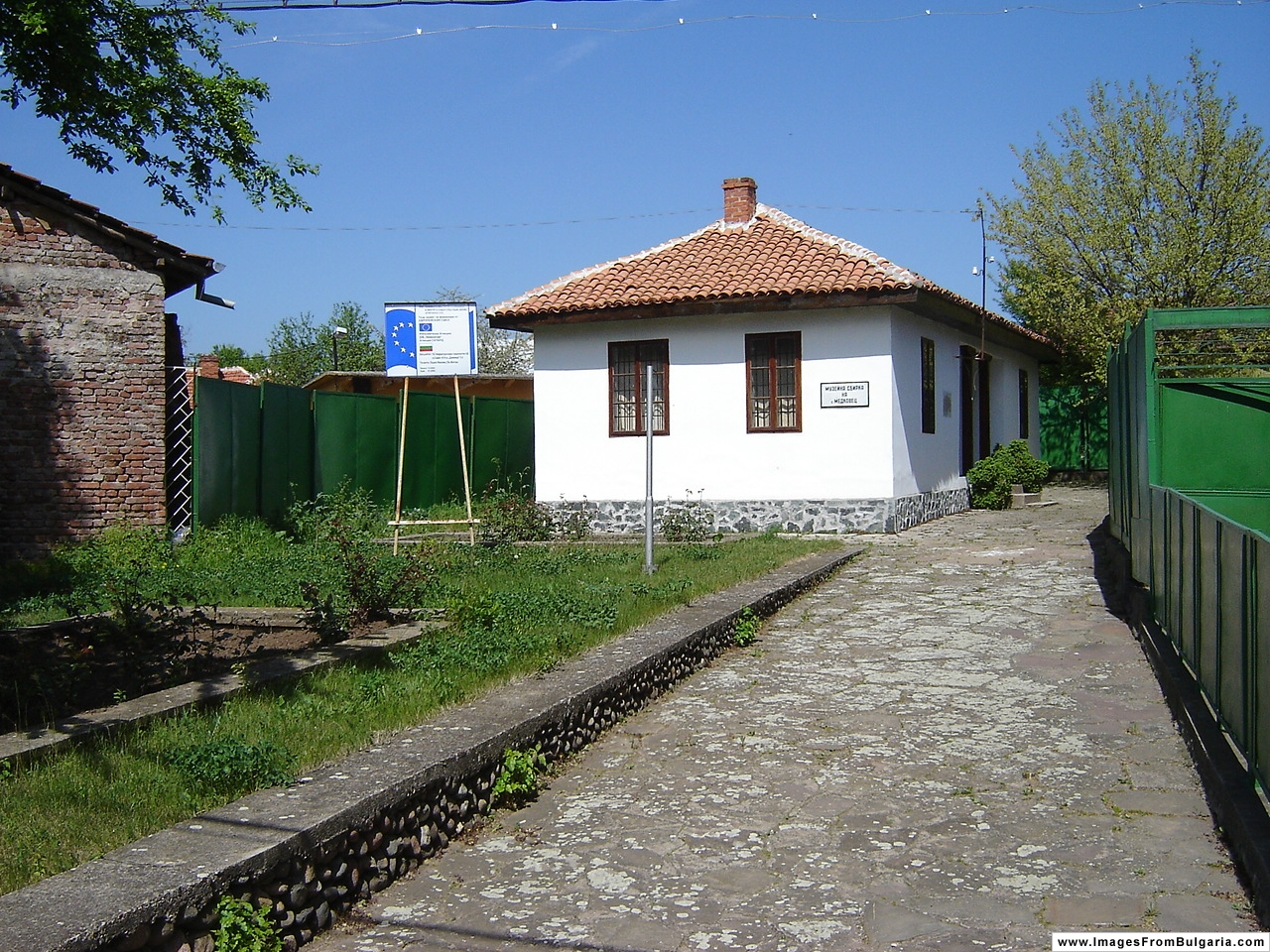
博物館

## 町村
メトコヴェツ基礎自治体（Община Медковец）には、その中心であるメトコヴェツをはじめ、以下の町村（集落）が存在している。
- Аспарухово
- Медковец
- Пишурка

- Расово
- Сливовик